# Manoir de Kergohan
Le manoir de Kergohan est un édifice situé à Séglien en France.

## Localisation
Le manoir était situé sur le territoire de la commune de Séglien, au lieu-dit Kergohan, dans le département du Morbihan en région Bretagne.

## Description
Le manoir date du XVIIe siècle. Édifice construit selon un plan en équerre à un étage carré, toiture à longs pans ; pignon découvert. Tour d'escalier dans l'angle : escalier demi-hors-œuvre ; escalier à vis sans jour.

## Historique
Le logis est daté 1651, logement postérieur. Lignolet daté de 1876 correspondant à la réfection de la toiture, corniche à modillons, lucarne à pilastres et fronton semi-circulaire, probablement une ancienne maison de prêtre.
Le manoir est inscrit à l'inventaire général du patrimoine culturel en 1986.